# Welcome to Our Neighborhood
A Welcome To Our Neighborhood a Slipknot amerikai együttes első videoalbuma, először VHS formátumban jelent meg 1999. november 9-én. Az újra kiadott változat már DVD formában lett elérhető, ezt 2003. november 18-án adták ki.
A 2003-as DVD kiadás tartalmazza a VHS kiadásnak az újra kiadott változatát, 7 percnyi összevágott koncertanyagot a Scissors című számra, valamint néhány kulisszák mögötti felvételt.
2000 februárjában a VHS platinalemez lett.

## Tartalom
1. Surfacing (élő)
2. Interjú
3. Spit it Out
4. Wait and Bleed (élő)
5. A tagokról